# Pulau Taimanu
Pulau Taimanu är en ö i Indonesien.   Den ligger i provinsen Sulawesi Barat, i den centrala delen av landet, 1 400 km öster om huvudstaden Jakarta.